# Miroslav Bičanić
Miroslav Bičanić (* 29. Oktober 1969 in Đakovo, Jugoslawien) ist ein ehemaliger kroatischer Fußballspieler.

## Sportlicher Werdegang
Mit Beginn der ersten Spielzeit der kroatischen Liga 1991/92 stand der Mittelfeldspieler Bičanić im Kader seines Jugendvereins NK Osijek und erzielte in 13 Spielen zwei Tore. 1992/93 absolvierte Bičanić in Diensten des NK Zagreb 25 Partien und kehrte anschließend zum NK Osijek zurück, den er nach 13 Toren in 53 Einsätzen während zwei weiterer Spielzeiten 1995 in Richtung Israel verließ. Dabei hatte Bičanić am 25. Juni 1993 noch in Diensten Zagrebs sein Debüt in der kroatischen Nationalmannschaft mit einem Tor gekrönt. Sein zweiter Einsatz in der Nationalmannschaft am 10. April 1996 sollte zugleich sein letzter sein.
Nach nur einem Jahr beim israelischen Verein Hapoel Haifa FC wechselte Bičanić 1996 zum deutschen Bundesliga-Aufsteiger MSV Duisburg, mit dem er 1996/97 den neunten Rang belegte und in 14 Einsätzen ein Tor erzielte, sich jedoch nicht dauerhaft durchsetzen konnte und zum israelischen Hapoel Haifa FC zurückkehrte. 1998/99 wechselte Bičanić erneut in die deutsche Bundesliga, wo er bei Hansa Rostock zu lediglich vier Einsätzen im Ligabetrieb sowie zwei DFB-Pokaleinsätzen kam. Bičanić spielte daraufhin eine weitere Spielzeit in Israel, diesmal bei Hapoel Be'er Sheva, bevor er 2000 nach China wechselte. Nach drei Jahren bei den drei chinesischen Vereinen Chongqing Lifan, Sichuan Guancheng und Qingdao Jonoon beendete Bičanić 2002 seine aktive Karriere.